# Джей Рокфеллер
Джон Девісон «Джей» Рокфеллер IV (англ. John Davison «Jay» Rockefeller IV; нар. 18 червня 1937, Нью-Йорк, США) — американський політик, старший сенатор США від штату Західна Вірджинія. Він був вперше обраний до Сенату в 1984 році, будучи до цього губернатором Західної Вірджинії (1977–1985). 11 січня 2013, Рокфеллер оголосив, що не буде переобратись в 2014 році.
Джей Рокфеллер — праправнук знаменитого нафтового магната Джона Рокфеллера. Він єдиний представник родини Рокфеллерів, який віддав перевагу демократам. Інші його родичі, що oбрали політичну кар'єру, є республіканцями.